# Jane Air
Jane Air es una banda de rock rusa, fundada en 1999 en la ciudad de San Petersburgo. Su sonido abarca géneros como el rock alternativo, el nu metal y el trip hop.

## Historia
Jane Air fue fundada en San Petersburgo en 1999 por el bajista Sergey "Gokk" Makarov. Tres años después, la agrupación firmó un contrato discográfico con Kapkan Records y publicó su primer larga duración, Pull Ya? Let It Doll Go!. Entre 2003 y 2007, la banda realizó una gran cantidad de giras, incluso abriendo para importantes bandas internacionales como Clawfinger, Therapy? y Linkin Park.
En 2004 publicaron su segundo trabajo discográfico, Jane Air. El primer sencillo fue "Junk", el cual se alzó como la canción del año y recibió el premio Rock Alternative Music en el canal A-One. En 2006 salió al mercado el tercer disco de la banda, Pere-Lachaise, seguido de Sex and Violence en 2007, mediante la discográfica A-One Records. Su último disco, The Illusion of Flight, vio la luz en 2012.

## Músicos
- Anton "Boo!" Lisow - voz.
- Sergey "Gokk" Makarov - bajo.
- Anton "Toha" Sagachko - batería.
- Sergey "Root" Grigoriev - guitarra.

## Discografía

### Álbumes de estudio
- 2002 — Pull Ya? Let It Doll Go!
- 2004 — Jane Air
- 2006 — Pere-Lachaise
- 2007 — Sex and Violence
- 2010 — Weekend Warriors
- 2012 — The Illusion of Flight

### Sencillos
- 2004 — "Junk"
- 2005 — "Стёкла Стекла"
- 2006 — "Nevesta"
- 2007 — "Новый Год Одна"
- 2009 — "Моя Стая"
- 2009 — "Can-Can"
- 2009 — "Апокалипсис Уже За Тобой"
- 2009 — "Джульетта"
- 2010 — "Вечный огонь"
- 2011 — "Не Забывай Меня"
- 2011 — "Любить Любовь" (EP)
- 2012 — "Рычащие искрами тигры"
- 2012 — "Западный Ветер" (EP)

### Vídeos musicales
- "Junk", 2003
- "Париж", 2004
- "Pere-Lachaise", 2006
- "Джейн в эфире", 2006
- "Суперзвезда", 2006
- "9.80665", 2006
- "Мессалина", 2007
- "Невеста", 2007
- "Новый год одна", 2007
- "Моя стая", 2009
- "Джульетта", 2009
- "Королева Фэйк", 2010
- "Вечный Огонь", 2010
- "Новый день", 2010
- "Моё сердце сейчас это открытая рана", 2011
- "Не Забывай Меня", 2011
- "Любить любовь", 2011
- "Рычащие искрами тигры", 2012
- "Звезда Востока и Вечернее Солнце Запада", 2013
- "Сожженный дотла", 2013